# Luzhou
Luzhou is een stad in de gelijknamige prefectuur in de provincie Sichuan in het zuiden van China. Bij de volkstelling van 2020 had de stad 1.128.479 inwoners, de gehele prefectuur had 4.254.149 inwoners.